# Waräger-Runensteine

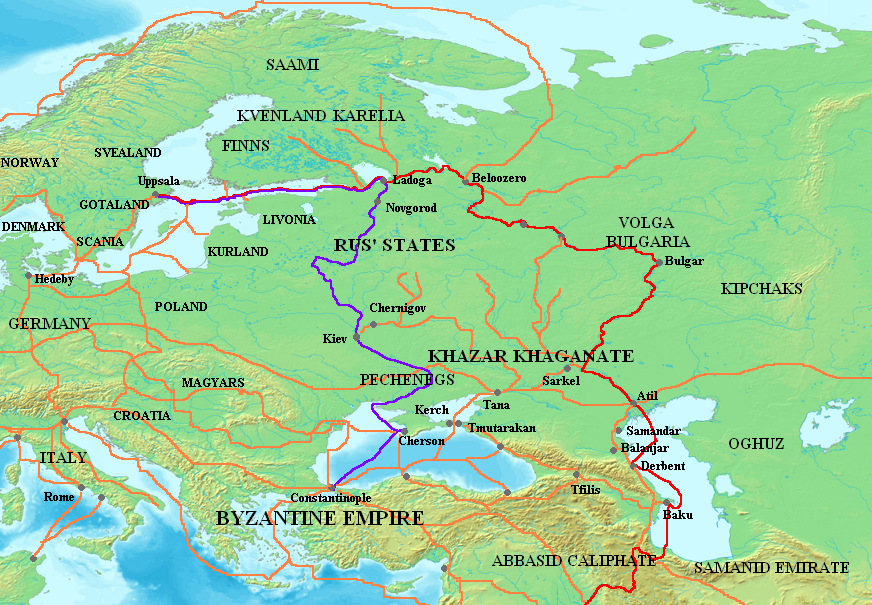
Warägerrouten

Waräger-Runensteine ist eine Bezeichnung für Runensteine in Dänemark, Norwegen und Schweden, die Personen erwähnen, die in der Kiewer Rus, im Byzantinischen Reich, in Georgien oder allgemein „jenseits des Baltikums oder Finnlands, im Osten Europas“ starben.
Über 130 Runensteine werden analog zu markanten benutzten Worten in sieben Gruppen unterteilt: Ostsee- (das Baltikum und Finnland betreffend – 14 Steine), England- (30), Griechenland- (30), Hakon Jarl- (3), Italien- (2), Ingvar- (26) und etwa 30 Waräger-Runensteine (Russland, Belarus, die Ukraine und angrenzende Gebiete betreffend), die es auch in Dänemark und Norwegen in wenigen Exemplaren gibt.
Waräger-Runensteine werden unterteilt in
- Gardarike-Runensteine, etwa 30 Runensteine über Waräger in „Gardar“ (Kiewer Rus) oder „im Osten“
- Griechenland-Runensteine, 30 Runensteine über Waräger im Byzantinischen Reich.